# ファンタジーワールド
ファンタジーワールドは、1995年10月9日から1997年10月3日（日付が変わった10月4日）までTBSラジオで放送されていたアニラジ番組枠。
TBSラジオのほかに、山陽放送・琉球放送でも同じ時間帯で放送されていた。

## 概要
放送時間は、毎週月〜金曜の深夜24時から25時までの間（ただし、1997年4月からの半年間は深夜24時30分から25時30分に放送。この期間『UP'S〜Ultra Performer'S radio〜』はTBS・RSK・RBCのみ30分短縮）で、多くの番組が30分番組を2つ並べた2部構成で放送されていた（序盤5分はラジオドラマ枠。1時間の枠を1番組で使い切った番組もいくつか存在した）。
角川書店の提供により、同社が展開していたライトノベルやアニメ、ゲームソフト、および同社グループが刊行していた雑誌を題材とした番組が多く制作された。

## 放送された番組
- 月曜1部
  - 小山茉美の本箱開けた
  - 角川ドラマルネッサンス （飯塚雅弓）
  - 声優になりたぁい! LAMUSEへの道? （小谷伸子、中川亜紀子）
- 月曜2部
  - ラジオ・声優グランプリ （大野まりな、前田千亜紀、千葉千恵巳、梶村ひろこ）
  - センチメンタルナイト （藤田淑子、SGガールズ）
- 火曜1部
  - Tokyo Walker Radio Station （緒方恵美）
  - 角川ドラマファンタジー フォーチュン・クッキー （深沢美潮、中川亜紀子）
- 火曜2部
  - 卒業〜クロスワールド （藤田淑子、三田ゆう子、山崎和佳奈）
  - マッコウ・萩のLUNER シルバースターストーリー （ドン・マッコウ、萩森侚子）
- 火曜
  - Game Walker Net （ドン・マッコウ、横山智佐）
- 水曜1部
  - 緑川光のソルジャーブレイク
  - ミッド☆ナイト あすかちゃんねる M(オレたち)にまかせろ!　（緑川光、阪口大助）
  - ミッド☆ナイト あすかちゃんねる 『M・DAY』 （緑川光）
- 水曜2部
  - マダラプロジェクトアワー 声優育成シミュレーション「学園少女」 （前田このみ、桂川千絵、桑島法子）
  - マダラプロジェクトアワー2 S-neryのジョカラジ （前田このみ、桂川千絵、桑島法子〔公録ゲスト：前田千亜紀、豊嶋真千子〕）
  - ミッド☆ナイト あすかちゃんねる CLAMP学園放送部 （CLAMP）
- 木曜1部
  - 久川綾のMORE MORE IMPRESSION
  - セイバーマリオネットJ 咲かせるぜ！度胸花 （今井由香、堀内賢雄）
- 木曜2部
  - MEGU・OMO 街へ出よう （林原めぐみ、西村智博）
  - MAZE爆熱アワー （丹下桜、関智一）
- 木曜
  - ドラゴンアワー （古谷徹、柳瀬なつみ）
- 金曜1部
  - エアーズカプセル （冬馬由美、森川智之）
  - 萩森侚子のMEGA BIT SCRAMBLE
  - 角川アニメホットライン （神谷明〔アシスタント：宇和川恵美、藤巻恵理子、古山あゆみ〕）
- 金曜2部
  - プリティサミー Chisaのマジカルナイト （横山智佐）
  - ラジオの世界エルハザード てちゃん、えっちゃんヨヨイの夜! （岩永哲哉、小桜エツ子）
  - 夢さめ学園 イイナ向上委員会 （桑島法子、千葉千恵巳、ジョディ、竹田知世）
  - 超時空学園 SORANE （桂川千絵、千葉千恵巳、小島幸子）

※月曜 - 金曜の序盤5分は、ラジオドラマ枠「角川ドラマルネッサンス」（「パラサイト・イヴ」・「聖なる予言」など）が放送されていたことがあった。